# Helena Pilejczyk
Helena Pilejczyk (Zielun, 1 de abril de 1931-Elblag, 12 de noviembre de 2023) fue una patinadora polaca especialista en patinaje de velocidad sobre hielo que ganó medalla de bronce en los Juegos Olímpicos de Squaw Valley 1960 en 1,500 metros, compitió hasta los 70 años en la categoría Máster impuso 40 récords nacionales y ganó 37 títulos nacionales.

## Medallas
| Campeonatos                        | Oro | Plata | Bronce |
| Winter Olympics                    |     |       | 1      |
| World Allround                     |     |       |        |
| European Championships             |     |       |        |
| Campeonato de Polonia              | 6   | 5     | 1      |
| Campeonato de Distancia de Polonia | 24  | 16    | 11     |

## Récords
| Distancia        | Tiempo  | Ciudad       | Fecha        |
| ---------------- | ------- | ------------ | ------------ |
| 500 m            | 47.8    | Karuizawa    | 21-2-1963    |
| 1,000 m          | 1:35.8  | Squaw Valley | 22-2-1960    |
| 1,500 m          | 2:27.1  | Squaw Valley | 21-2-1960    |
| 3,000 m          | 5:15.2  | Zakopane     | 29-12-1969   |
| 5,000 m          | 10:06.2 | Medeo        | 22-1-1955    |
| Mini combination | 199.766 | Zakopane     | 5/6-1-1971   |
| Old combination  | 229.387 | Medeo        | 21/22-1-1955 |

| Distancia        | Tiempo  | Ciudad   | Fecha      |
| ---------------- | ------- | -------- | ---------- |
| 500 m            | 47.8    | Zakopane | 11-1-1964  |
| 1,000 m          | 1:37.4  | Zakopane | 6-1-1971   |
| 1,500 m          | 2:29.04 | Zakopane | 5-2-1972   |
| 3,000 m          | 5:15.2  | Zakopane | 29-12-1969 |
| 5,000 m          | 10:35.6 | Zakopane | 6-2-1954   |
| Mini combination | 199.766 | Zakopane | 5/6-2-1971 |
| Old combination  | 236.353 | Zakopane | 5/6-2-1954 |